# جردن زمورا
جردن زمورا (انگلیسی: Jordan Zemura؛ زادهٔ ۱۴ نوامبر ۱۹۹۹) بازیکن فوتبال اهل زیمبابوه است.
وی همچنین در تیم ملی فوتبال زیمبابوه بازی کرده‌است.

## دوران باشگاهی

### ای‌اف‌سی بورنموث
زمورا پس از یک دوره آزمایشی موفق در سال ۲۰۱۹ توسط باشگاه فوتبال ای‌اف‌سی بورنموث جذب شد. او اولین بازی خود را برای بورنموث در ۱۵ سپتامبر ۲۰۲۰ در جریان تساوی در بازی‌های جام اتحادیه باشگاه‌های انگلستان مقابل کریستال پالاس در ورزشگاه ویتالیتی انجام داد که بورنموث پس از تساوی ۰–۰ در ضربات پنالتی ۱۱–۱۰ پیروز شد و زمورا در ضربات پنالتی، پنالتی خود را به گل تبدیل کرد.
زمورا اولین گل‌های حرفه ای خود را زمانی به ثمر رساند که در ۱۱ سپتامبر ۲۰۲۱ دو بار مقابل بارنزلی در برد ۳–۰ گلزنی کرد.

## دوران ملی
او به تیم ملی فوتبال زیمبابوه برای مقدماتی جام ملت‌های آفریقا ۲۰۲۱ و بازی مقابل زامبیا و بوتسوانا در نوامبر ۲۰۱۹ دعوت شد اما به دلیل گذرنامه منقضی شده مجبور به عدم شرکت شد.
او اولین بازی خود را برای تیم ملی زیمبابوه در ۱۳ نوامبر ۲۰۲۰ در شکست ۳–۱ در بازی‌های مقدماتی جام ملت‌های آفریقا ۲۰۲۱ مقابل الجزایر انجام داد.

## زندگی شخصی
زمورا علیرغم تولد در لندن، نماینده زیمبابوه در صحنه بین‌المللی است زیرا تابعیت زیمبابوه را دارد. پدر و مادرش هر دو در زیمبابوه به دنیا آمدند.
زمورا برای دبیرستان به آکادمی Oasis Island of Sheppey رفت و در دانشگاه کانتربری به تحصیل در علوم ورزشی پرداخت. او همچنین نماینده شهرستان خود در دو و میدانی بوده‌است.